# 津島ガス
津島ガス株式会社（つしまガス、登記上の商号: 津島瓦斯株式会社）は、愛知県津島市に本社を置く、愛知県西尾張をエリアとする一般ガス事業者である。

## 沿革
- 1952年（昭和27年）11月 - 愛知県津島市に津島瓦斯株式会社（資本金5,000万円）設立。
- 1953年（昭和28年）4月 - 事業開始。
- 1956年（昭和31年）9月 - 愛知県江南市に江南営業所開設。
- 1957年（昭和32年）4月15日 - 江南地区での供給開始。
- 2005年（平成17年）
  - 6月8日 - 債務整理などを目的に民事再生法の適用を申請（17日再生手続き開始）[1]。
  - 7月1日 - 江南地区での事業を東邦ガスに譲渡[1]。
- 2006年（平成18年）
  - 3月 - カニエJAPAN株式会社の完全子会社となる。
  - 4月 - 民事再生手続き終了。

## 営業エリア
2013年現在の営業エリアは愛知県津島市・愛西市の一部である。

### 江南市での事業
津島ガスは2005年（平成17年）まで、津島市周辺に加えて尾張北部の江南市でも都市ガス供給事業を展開していた。
江南地区での事業は、市の発展を目的に江南市が誘致したもので、1957年（昭和32年）4月15日に開始した。以来津島ガスは江南地区で都市ガスを製造・供給していたが、原料の天然ガスへの転換を計画するにあたり、同地区の事業を東邦ガスに譲渡することとなった。東邦ガス側も津島ガス江南地区が自社供給区域に隣接することから受け入れを決定、2004年（平成16年）に両社の間で合意が成立した。2005年（平成17年）7月1日に事業譲渡は実施され、江南市への都市ガス供給事業は東邦ガスへ移管された。
ガス工場は江南市大間町新町に所在（北緯35度20分7.0秒 東経136度51分33.0秒 / 北緯35.335278度 東経136.859167度）。1957年から石炭を主原料とする都市ガスの製造を開始、1965年（昭和40年）からは石油系の都市ガスの製造に転換した。工場は事業譲渡に伴い東邦ガス江南製造所となったが、天然ガス転換の完了により同年12月に操業を停止した。